# Mündelgeld
Mündelgeld ist das zum Vermögen eines Mündels gehörende Kapitalvermögen. Der Vormund ist verpflichtet, dieses Geld in besonderer Form, mündelsicher genannt, und verzinslich anzulegen.
Mündelsicher sind alle Vermögensanlagen, bei denen Wertverluste der Anlage mit hoher Wahrscheinlichkeit ausgeschlossen sind; der Wertverlust durch Inflation wird hierbei jedoch implizit toleriert.
Gesetzlich ist der Umgang mit dem Mündelgeld in § 1798 ff. BGB geregelt.
Bis 2022 verwies das BGB für Betreuer und Pfleger, insbesondere Abwesenheitspfleger und Nachlasspfleger, auf die für Vormünder geltenden Vorschriften.
Seit 1. Januar 2023 sind die Verweisungen umgekehrt, da bei volljährigen Betreuten wesentlich häufiger Vermögen vorhanden ist als bei minderjährigen Mündeln. An die Stelle des Betreuungsgerichts tritt dann das Familiengericht.

## Pflichten zur Anlage von Mündelgeld
Bei Geldern des Mündels bzw. Betreuten, die dieser für den laufenden Lebensunterhalt nicht benötigt (i. d. R. in den nächsten 3 Monaten), hat der gesetzliche Vertreter für eine verzinsliche Geldanlage zu sorgen (§ 1841 BGB). Bei einer Betreuung eines Volljährigen muss der Betreuer nach den allgemeinen Amtspflichten auf die Wünsche des Betreuten Rücksicht nehmen (§ 1821 Abs. 2 BGB). Diese Geldanlage hat mündelsicher zu erfolgen. Der gesetzliche Vertreter benötigt auch für die mündelsichere Geldanlage die gerichtliche Genehmigung, es sei denn, er gehört zum Kreis der befreiten Vormünder (§ 1801 BGB) oder befreiten Betreuer (§ 1859 Abs. 2 BGB).

## Sonstige mündelsicher anzulegende Gelder
Nach einem weit verbreiteten Irrglauben gilt die Anforderung zur mündelsicheren Anlage nicht nur bei Vereinbarung und für Mündelgeld, sondern auch in einer Reihe weiterer angeblicher gesetzlicher Fälle. In der Regel handelt es sich jedoch um andersartige Pflichten oder um reine Empfehlungen zur Vermeidung von Haftungsrisiken: Verwahrgelder sollten zur Vermeidung von Haftungsrisiken mündelsicher angelegt werden, so dass z. B. Schüler auf einer Klassenfahrt sich jederzeit ihren vollen Betrag zurückzahlen lassen können. Ehrenamtlich verwaltete Mittel von Vereinen und Ortsgruppen oder kirchlichen und kleinen politischen Gemeinden sollen in der Regel mündelsicher angelegt werden, um Risiken zu vermeiden, die aus mangelnder Fachkenntnis der Verantwortlichen resultieren könnten. Ebenso verhält es sich bei anerkannter Gemeinnützigkeit (z. B. Stiftungsvermögen oder das Vermögen gemeinnütziger Vereine) wenn die Satzung nichts Konkretes bestimmt. Die Versorgungsrücklage des Bundes und der Bundesländer zur zukünftigen Finanzierung von Beamtenpensionen soll in der Regel mündelsicher angelegt werden. Direktversicherungen (mit und ohne Entgeltumwandlung) und andere Pensionen (bei Pensionskassen) sollten ebenfalls in der Regel mündelsicher anlegen. Nur für die Sozialversicherungsträger findet sich mit § 80 SGB IV eine der Mündelsicherheit verwandte Anforderung zur Anlage der Mittel. Sie gibt jedoch nicht eine Auswahl von konkreten Anlagemöglichkeiten vor, sondern setzt lediglich abstrakt fest, dass bei der Anlage Verluste ausgeschlossen erscheinen müssen, ausreichende Liquidität sichergestellt sein muss und der Ertrag angemessen sein muss.
Besonders hartnäckig hält sich der populäre Irrtum, das Gesetz schreibe für Kindesvermögen eine mündelsichere Anlage vor, aber ebenso der umgekehrte Irrtum, die Sicherheit der Anlage spiele für Kindesvermögen heute keine Rolle mehr. Er speist sich aus der Tatsache, dass vor der Reform des BGB durch das SorgeRG, die am 1. Januar 1980 in Kraft trat, nach § 1642 BGB a.F. Kinder in Bezug auf die Vermögenssorge noch als Mündel ihrer Eltern galten. Eltern mussten das Geld ihrer Kinder deshalb vor der Reform mündelsicher anlegen. Mit der Reform sind diese strengen Anforderungen durch die Pflicht zur Anlage von Kindesvermögen nach den Grundsätzen wirtschaftlicher Vermögensverwaltung (§ 1642 BGB n.F.) ersetzt worden. Im Gegensatz zu Mündelgeldern muss bei Kindesvermögen dafür nicht einmal im Voraus eine gerichtliche Genehmigung eingeholt werden. Nur wenn die Eltern die Grundsätze wirtschaftlicher Vermögensverwaltung missachten, kann das Familiengericht ihnen die Vermögenssorge entziehen oder einschränken (§ 1666 BGB Abs. 2). Die höhere Freiheit der Eltern geht jedoch mit einer höheren Verantwortung einher. So kann unter Umständen auch eine mündelsichere Anlage pflichtwidrig sein. Zum Beispiel kann eine Anlage auf einem Sparbuch, obwohl mündelsicher, als Verstoß gegen die Grundsätze wirtschaftlicher Vermögensverwaltung angesehen werden, wenn sich auch eine geeignete Anlage finden lässt, die gleich sicher oder sogar selbst mündelsicher ist, die aber besser verzinst ist.
Umgekehrt räumt die Literatur jedoch bei der Auslegung des Begriffs der Grundsätze wirtschaftlicher Vermögensverwaltung der Sicherheit der Anlage noch immer einen wesentlichen Stellenwert ein. Es finden sich dazu zwei Standpunkte in der Literatur: Der strengere Standpunkt behauptet, dass die Grundsätze wirtschaftlicher Vermögensverwaltung für die Anlage die gleiche Sicherheit fordern, wie sie bei den Anlagen vorliegt, die das Gesetz unter dem Begriff der Mündelsicherheit zusammenfasst. Es wären dann nur Anlagen zulässig, die genauso sicher sind wie Mündelsicherheit, die aber höhere Renditen haben. Die Annahme dahinter ist, der Gesetzgeber meine mit dem Begriff der Grundsätze wirtschaftlicher Vermögensverwaltung eine Abstraktion des Begriffs der Mündelsicherheit, da letzterer nur konkret im Gesetz genannte Anlagemöglichkeiten umfasst und in der Sicherheit vergleichbare Anlagen außen vor lässt. Der liberalere Standpunkt hingegen, der sich auch in der Rechtsprechung findet, lässt unter bestimmten Bedingungen riskantere Anlagen zu. Das heißt allerdings zuerst einmal, dass selbst nach der liberaleren Sicht sich doch wieder eine Pflicht zur sicheren (gegebenenfalls einer in allen praktischen Belangen mündelsicheren) Anlage ergeben kann, solange die Umstände des Einzelfalls nichts anderes erlauben. Relevante Umstände sind insbesondere die Höhe des Vermögens, denn ein höheres Risiko gilt bei mittleren und größeren Vermögen eher als wirtschaftlich tragbar als bei kleineren Vermögen. Es ist „zwischen Sicherheits- und Gewinninteressen – unterschiedlich nach der Größe des Vermögens – ein behutsamer Mittelweg zu gehen“ und außerdem sind „Unterschiede zu machen […], je nachdem, ob es sich um kurz- oder langfristige Anlagen handelt“. Wo die Umstände eine riskante Anlage zulassen, dürfen die Eltern zudem für das Kindesvermögen nicht ein so hohes Spekulationsrisiko eingehen wie bei ihrem eigenen. Auch dürfen sie dabei grundsätzlich nur solche Risiken eingehen, die bei der gewählten Anlageform unvermeidlich sind. Weiterhin müssen sie bei spekulativen Anlagen durch Streuung die Risiken mindern. Bedenklich ist eine Anlage in Edelmetalle, vor allem Gold, da sie entgegen früheren Vorstellungen heute als noch spekulativer gilt als der Aktienmarkt. Die Reform hat also nicht bewirkt, wie irrtümlich angenommen wird, dass Eltern bei der Anlage von Kindesvermögen nunmehr nach freiem Ermessen handeln dürften und Sicherheitsaspekte nicht mehr beachten müssten.

## Begriff der Mündelsicherheit

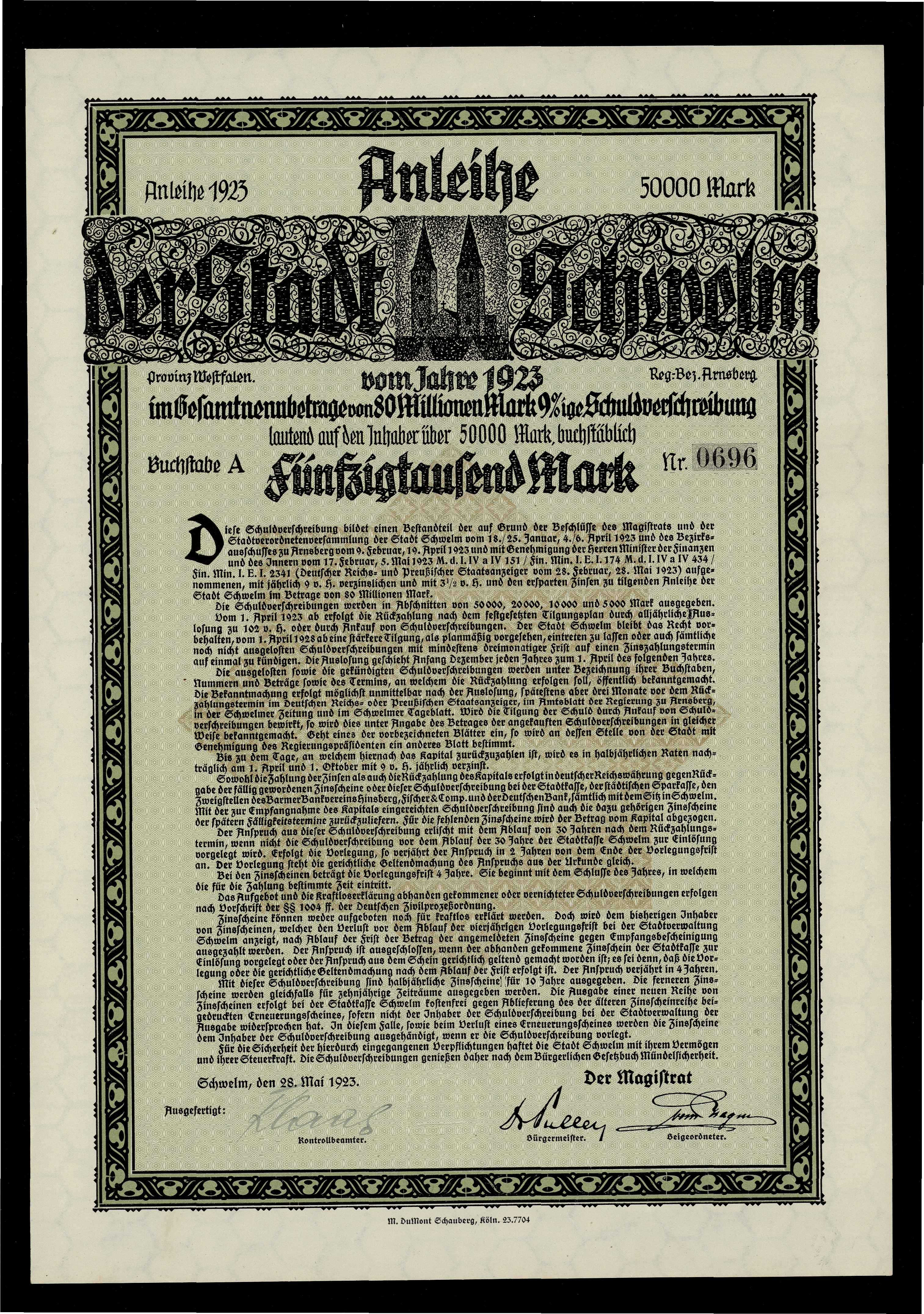
Mündelsichere Anleihe der Stadt Schwelm von 1923

Soweit der Vormund/Pfleger/Betreuer Geld anzulegen hat, soll dies grundsätzlich mündelsicher erfolgen; das Kreditinstitut muss also einer ausreichenden Einlagensicherung angehören (§ 1842 BGB).
Nach der Rechtsgrundlage in dem bis 2022 geltenden § 1807 BGB galten als mündelsicher unter anderem:
- Mündelhypothek, Grund- und Rentenschulden
- Bundesschatzbriefe, Bundes- und Länderanleihen
- sonstige festverzinsliche Papiere mit Landes- oder Staatsgarantie
- Pfandbriefe
- Sparbücher und Konten bei Sparkassen und Banken, die einem Einlagensicherungsfonds angehören.

Mündelsichere Anlageformen haben gemeinsam, dass das Vermögen vor einem Totalverlust durch Insolvenz des Schuldners geschützt ist. Allerdings sind auch mündelsichere Anlagen nicht vor Kursschwankungen geschützt, die insbesondere bei Anleihen mit langer Restlaufzeit bei steigenden Marktzinsen eintreten können. Auch vor einer Entwertung des Vermögens durch Inflation bietet die Mündelsicherheit keinen Schutz.

## Genehmigungspflicht für anderweitige Anlage
Bei den mündelsicheren Anlagen handelt es sich um eine konservative Anlageform, die in der Regel keine hohen Zinszahlungen erwarten lässt. Daher gestattet § 1848 BGB dem gesetzlichen Vertreter eine andersartige Geldanlage nach vorheriger Genehmigung des Betreuungsgerichts, z. B. in Aktien oder Wertpapierfonds (meist in Rentenfonds).
Hierzu benötigen ausnahmslos alle gesetzlichen Vertreter (auch die „befreiten“) die gerichtliche Genehmigung. Eine solche Genehmigung kann erteilt werden, wenn eine wirtschaftliche Vermögensverwaltung gewährleistet ist.
Geldanlagen haben grundsätzlich mit einer Sperrvereinbarung zu erfolgen (§ 1845 BGB). Das heißt, dass der gesetzliche Vertreter für Verfügungen, z. B. Wertpapierverkäufe, wiederum eine gerichtliche Genehmigung benötigt. Dies gilt aber nicht für „befreite“ gesetzliche Vertreter und auch nicht für den Betreuten selbst, soweit dieser geschäftsfähig ist und nicht unter Einwilligungsvorbehalt steht.
Der Bundesverband Investment und Asset Management (BVI) als Lobbyverband der Fondsindustrie führt eine Liste positiver Entscheidungen deutscher Gerichte zu Investmentfonds als Anlageform für Mündelgelder. Fonds und Aktien werden allerdings auch durch die Genehmigung nach § 1848 BGB nicht mündelsicher. Lediglich für den jeweiligen Einzelfall wird die Anlage der Gelder gestattet.

## Genehmigungspflicht und Ausnahmen
Zu den in § 1849 BGB genannten Verfügungen bedarf der gesetzliche Vertreter der gerichtlichen Genehmigung (vgl. auch die dort genannten Ausnahmen).

## Befreiungsregelungen
Der gesetzliche Vertreter kann darüber hinaus nach § 1860 BGB durch das Betreuungsgericht generell von den Anlagebeschränkungen befreit werden. Dies ist jedoch in der Praxis nur selten der Fall (insbesondere wegen der 6.000 Euro-Grenze in dieser Bestimmung).